# Morti nel 1964/Ottobre
| Questa pagina contiene informazioni ricavate automaticamente dalle voci biografiche con l'ausilio del template Bio e di un bot. L'aggiornamento è periodico e automatico e ricostruisce completamente la pagina. Se manca una persona in questa lista, sei pregato di non aggiungerla, ma accertati piuttosto che la sua voce biografica contenga il template Bio e che i dati anagrafici siano correttamente compilati. Se il template Bio manca, inseriscilo tu stesso o, in alternativa, metti l'avviso {{tmp\|Bio}} che ne segnala la mancanza. Se i dati riportati sono sbagliati, correggi direttamente la voce biografica; le modifiche saranno visibili in questa lista entro pochi giorni. Per chiarimenti vedi il progetto biografie. La lista contiene solo le 80 persone che sono citate nell'enciclopedia e per le quali è stato implementato correttamente il template Bio. Pagina aggiornata al 3 mar 2024. |

- 1º ottobre - Douglas McGregor, economista, docente e psicologo statunitense (n. 1906)
- 1º ottobre - Ernst Toch, compositore e pianista austriaco (n. 1887)
- 2 ottobre - Corinna Teresa Ubertis, scrittrice italiana (n. 1874)
- 3 ottobre - Erich Schmidt, archeologo tedesco (n. 1897)
- 4 ottobre - Sam Cowan, calciatore e allenatore di calcio inglese (n. 1901)
- 4 ottobre - Josef Lüke, calciatore tedesco (n. 1899)
- 5 ottobre - Jean-Baptiste Janssens, gesuita belga (n. 1889)
- 6 ottobre - Riccardo Balocco, generale italiano (n. 1883)
- 6 ottobre - Ugo Cassina, matematico italiano (n. 1897)
- 6 ottobre - Theodore von Eltz, attore statunitense (n. 1893)
- 6 ottobre - Pietro Serantoni, calciatore e allenatore di calcio italiano (n. 1906)
- 7 ottobre - Sidney Cross, ginnasta britannico (n. 1891)
- 7 ottobre - Bernhard Goetzke, attore tedesco (n. 1884)
- 7 ottobre - Ollie Kirkby, attrice statunitense (n. 1886)
- 7 ottobre - Velio Spano, politico e antifascista italiano (n. 1905)
- 7 ottobre - Albert Willemetz, librettista e paroliere francese (n. 1887)
- 9 ottobre - Percival David, sinologo e collezionista d'arte britannico (n. 1892)
- 9 ottobre - Siegfried Lerdon, schermidore tedesco (n. 1905)
- 9 ottobre - Mario Marina, politico italiano (n. 1897)
- 9 ottobre - Raniero Panzieri, sociologo, traduttore e saggista italiano (n. 1921)
- 10 ottobre - Konrad Bayer, scrittore austriaco (n. 1932)
- 10 ottobre - Eddie Cantor, comico, attore e sceneggiatore statunitense (n. 1892)
- 10 ottobre - Guru Dutt, regista e attore indiano (n. 1925)
- 10 ottobre - Philipp Kleffel, generale tedesco (n. 1887)
- 10 ottobre - Genrich Gustavovič Nejgauz, pianista e docente russo (n. 1888)
- 11 ottobre - Franco Patria, pilota automobilistico e pilota di rally italiano (n. 1943)
- 11 ottobre - Alphonsus Verwimp, missionario e vescovo cattolico belga (n. 1885)
- 12 ottobre - Pat Frank, scrittore statunitense (n. 1907)
- 12 ottobre - Achille Majeroni, attore e doppiatore italiano (n. 1881)
- 13 ottobre - Madeleine Delbrêl, mistica e poetessa francese (n. 1904)
- 13 ottobre - Golam Mostofa, scrittore pakistano (n. 1897)
- 13 ottobre - John Francis Toye, musicologo inglese (n. 1883)
- 15 ottobre - Cole Porter, compositore statunitense (n. 1891)
- 16 ottobre - Phyllis Gordon, attrice statunitense (n. 1889)
- 16 ottobre - Luigi Greco, ingegnere italiano (n. 1887)
- 16 ottobre - Otto Groß, nuotatore tedesco (n. 1890)
- 17 ottobre - Pierre Brissaud, pittore e illustratore francese (n. 1885)
- 17 ottobre - Marius Hiller, calciatore tedesco (n. 1892)
- 17 ottobre - Karel Meduna, calciatore cecoslovacco (n. 1897)
- 17 ottobre - Salvatore Sacquegna, artigiano e scultore italiano (n. 1877)
- 18 ottobre - Umberto Bertozzi, militare e criminale di guerra italiano (n. 1905)
- 18 ottobre - Louis Olagnier, calciatore francese (n. 1889)
- 19 ottobre - Sergej Semënovič Birjuzov, generale sovietico (n. 1904)
- 19 ottobre - Ray Bonney, hockeista su ghiaccio statunitense (n. 1892)
- 19 ottobre - Sonny Boswell, cestista statunitense (n. 1919)
- 19 ottobre - Russ Brown, attore statunitense (n. 1892)
- 19 ottobre - Maurice Gosfield, attore e doppiatore statunitense (n. 1913)
- 19 ottobre - Ebbe Schwartz, dirigente sportivo danese (n. 1901)
- 19 ottobre - Bill Voisey, allenatore di calcio e calciatore inglese (n. 1891)
- 20 ottobre - Herbert Hoover, politico statunitense (n. 1874)
- 20 ottobre - Gino Tozzi, partigiano italiano (n. 1924)
- 21 ottobre - Giovanni Carlo Anselmetti, imprenditore e politico italiano (n. 1904)
- 21 ottobre - Teresa Billington-Greig, attivista britannica (n. 1877)
- 21 ottobre - Alessandro Casagrande, compositore italiano (n. 1922)
- 21 ottobre - Margaret Gibson, attrice statunitense (n. 1894)
- 21 ottobre - Lino Liviabella, compositore e pianista italiano (n. 1902)
- 21 ottobre - Luigi Sibille, generale italiano (n. 1884)
- 22 ottobre - Antonín Hojer, calciatore cecoslovacco (n. 1894)
- 22 ottobre - Khawaja Nazimuddin, politico pakistano (n. 1894)
- 23 ottobre - Frank Luther Mott, storico e giornalista statunitense (n. 1886)
- 23 ottobre - Jo Swerling, drammaturgo, paroliere e sceneggiatore statunitense (n. 1893)
- 24 ottobre - Toni Kinshofer, alpinista tedesco (n. 1934)
- 24 ottobre - Ezio Vigorelli, politico e partigiano italiano (n. 1892)
- 25 ottobre - José Trino, calciatore spagnolo (n. 1902)
- 26 ottobre - Eric Edgar Cooke, serial killer australiano (n. 1931)
- 26 ottobre - Francesco Maria Dominedò, politico italiano (n. 1903)
- 26 ottobre - Agnes Miegel, scrittrice, poetessa e giornalista tedesca (n. 1879)
- 26 ottobre - Mario Paggi, giornalista e politico italiano (n. 1902)
- 27 ottobre - Willi Bredel, scrittore tedesco (n. 1901)
- 27 ottobre - David Kirkland, regista, attore e sceneggiatore statunitense (n. 1878)
- 27 ottobre - Rudolph Maté, regista, direttore della fotografia e produttore cinematografico polacco (n. 1898)
- 28 ottobre - Eliseo Camiolo, arbitro di calcio italiano (n. 1910)
- 29 ottobre - Vasilij Ivanovič Agapkin, compositore e direttore d'orchestra sovietico (n. 1884)
- 29 ottobre - Filippo Amantea Mannelli, poeta, giurista e filosofo italiano (n. 1878)
- 29 ottobre - Claudio Ermelli, attore italiano (n. 1892)
- 29 ottobre - Benno Fiala von Fernbrugg, aviatore austro-ungarico (n. 1890)
- 30 ottobre - Pertti Mutru, cestista finlandese (n. 1930)
- 30 ottobre - Luciano Savorini, ginnasta italiano (n. 1885)
- 31 ottobre - Theodore Freeman, astronauta statunitense (n. 1930)
- 31 ottobre - Ladislas Meduna, neurologo ungherese (n. 1896)